# گئورگی مشویلدیشویلی
گئورگی مشویلدیشویلی (به گرجی: გიორგი მეშვილდიშვილი،  زادهٔ ۱۳ مهٔ ۱۹۹۲) یک کشتی‌گیر آزادکار گرجی‌الاصل اهل کشور جمهوری آذربایجان است.
از افتخارات وی می‌توان به‌ کسب مدال برنز بازی‌های المپیک ۲۰۲۴ پاریس اشاره کرد.

## فعالیت حرفه‌ای

### المپیک ۲۰۲۴ پاریس
مشویلدیشویلی در وزن ۱۲۵ کیلوگرم کشتی آزاد المپیک ۲۰۲۴ پاریس حاضر بود که در کشتی های اول و دوم ضیاءالدین کمال از مصر و مونختورین لخاگواگرل از مغولستان را شکست داد اما در نیمه نهایی به گنو پتریاشویلی از گرجستان باخت و به دیدار رده‌بندی رفت. وی در دیدار رده‌بندی روبرت باران از لهستان را شکست داد و مدال برنز را بدست آورد.